# Lago Yeak Laom
Il lago Yeak Laom (បឹងយក្សឡោម, [jeaʔ laom], pronunciato anche Yak Lom o Yak Loum) è un lago vulcanico della Cambogia situato nella provincia di Ratanakiri.